# هری کان
هری کان (انگلیسی: Harry Cann; ۳۱ مارس ۱۹۰۵ – ۱۹۸۰ (۷۴−۷۵ سال)) بازیکن فوتبال اهل بریتانیا بود.
از باشگاه‌هایی که در آن بازی کرده‌است می‌توان به باشگاه فوتبال فولام و باشگاه فوتبال پلیموث آرگیل اشاره کرد.